# Дебют ферзевой пешки
Дебю́т фе́рзевой пе́шки — шахматный дебют, начинающийся ходом 1. d2-d4.
Относится к полузакрытым началам.
Объединяет группу начал, в которых белые начинают игру ферзевой пешкой, а чёрные временно или совсем отказываются от такого же хода.
Основные варианты:
- 1. …e7-e6
- 1. …e7-e5 — см. гамбит Энглунда.
- 1. …d7-d6
  - 2. с2-с4 e7-e5 — система Трифуновича.
  - 2. Kg1-f3 Cc8-g4 — английский вариант.
- 1. …Kb8-c6
- 1. …Kg8-f6
  - 2. Cc1-g5 — см. атака Тромповского.
  - 2. Kg1-f3 е7-е6 3. Сс1-g5 — атака Торре.
    - 3. …с7-с5 4. е2-е4 — см. гамбит Вагнера.